# Topa Hualpa
Pour les articles homonymes, voir Topa.
Topa Hualpa' (Túpac Huallpa ou Toparpa) est un roi inca durant la conquête du Pérou par les conquistadors. Il est le cadet d'Atahualpa et Huascar. Après la mort d'Atahualpa, les Espagnols forcent le peuple inca à reconnaître Topa comme nouveau souverain. Les Espagnols se servent de lui pour asseoir leur domination sur le pays.
Après deux mois de règne, il meurt du choléra à Jauja en 1533.
Topa Hualpa est le père d'au moins cinq enfants:
- Francisco Huallpa Túpac Yupanqui;
- Beatriz Túpac Yupanqui, qui épouse le conquistador Pedro Alvarez de Holguín de Ulloa (1490–1542).
- Palla Chimpu Ocllo, baptisée Isabel Suárez Chimpu Ocllo, qui épouse Sebastián Garcilaso de la Vega y Vargas, et est la mère de l'Inca Garcilaso de la Vega. Après être devenue veuve, elle épouse en deuxièmes noces Juan de Pedroche et a deux filles; Ana Ruíz et Luisa de Herrera.
- Leonor Yupanqui, qui épouse Juan Ortiz de Zárate.
- Francisca Palla, qui épouse le conquistador Juan Munoz de Collantes.